# Glaciar de Argentière
El glaciar de Argentière es un glaciar del macizo del Mont Blanc, en los Alpes franceses. Desciende hacia el pueblo de Argentière (término municipal de Chamonix-Mont-Blanc), al que le debe su nombre.
El glaciar de Argentières nace a 3000 m de altitud en un circo glaciar dominado por cimas que marcan la frontera entre Francia e Italia: el Mont Dolent, (3800 m) y la Aiguille de Triolet (3730 m). El refugio de Argentière se encuentra en el circo, a más de 2700 m de altitud. Más abajo, varias cumbres de más de 4000 metros dominan el glaciar: les Droites (4000 m), la Grande Rocheuse (4102 m) y la Aiguille Verte (4122 m). Desde las laderas de estas montañas numerosas caídas de seracs provocan aludes que alimentan el glaciar. 

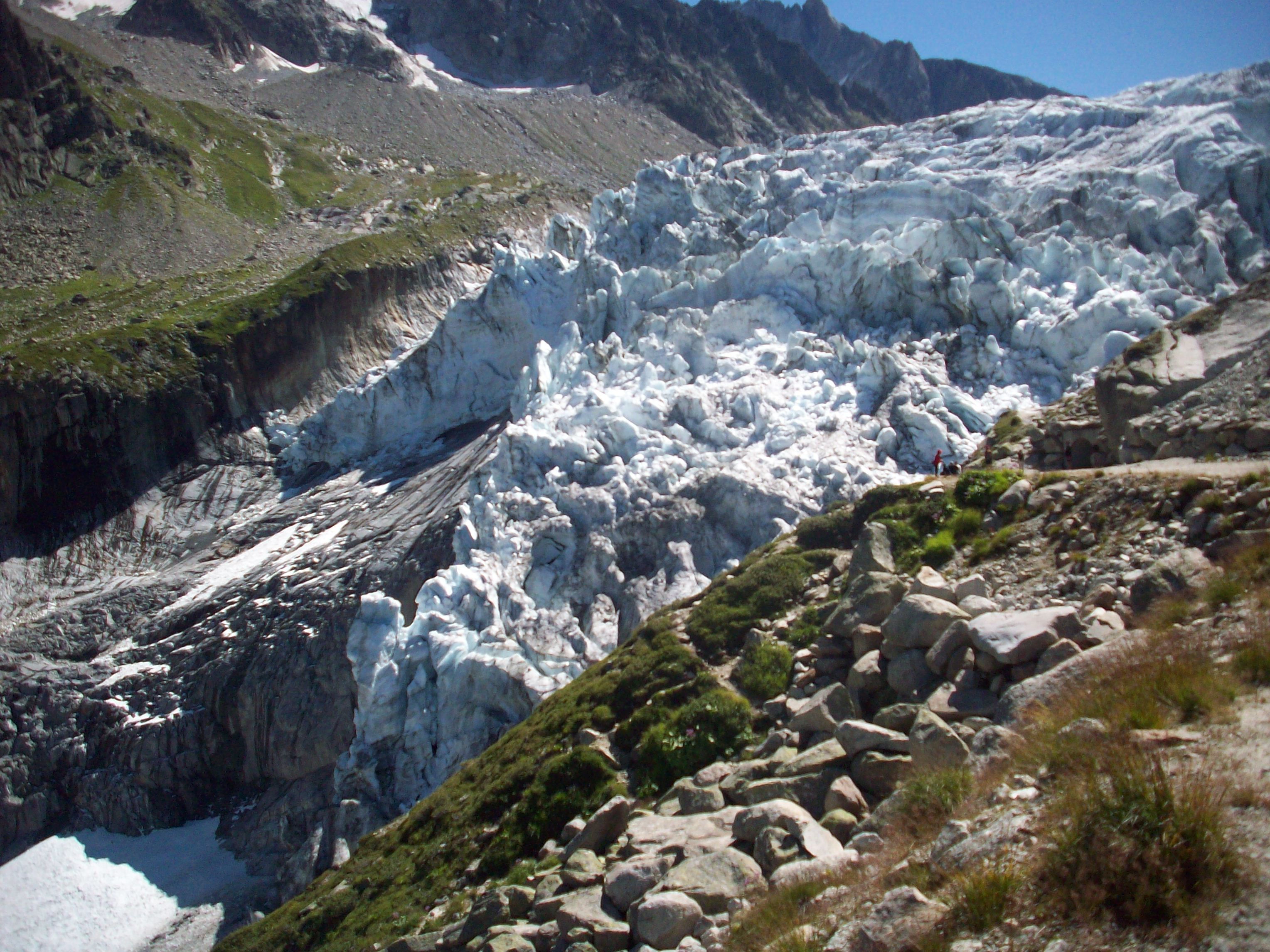
Punto de ruptura del glaciar de Argentière.

A principios del siglo XIX el glaciar alcanzaba las proximidades del pueblo de Argentière (1250 m), pero está sufriendo un marcado proceso de retroceso desde el final de la Pequeña Edad de Hielo. En 2005 la lengua frontal del glaciar, que todavía baja hasta los 1600 m, se separó del resto del glaciar a la altura de los 1900 metros de altitud dejando al descubierto una roca de 200 m². Desde entonces la parte más baja del glaciar ya no es alimentada por el conjunto del glaciar y sólo persiste gracias a las caídas de seracs. Una ruptura similar ya se produjo a principios del siglo XX pero se fue recuperando gracias a algunos periodos de crecida del glaciar.
Debajo del glaciar se han instalado puntos de captación de agua que sirven para alimentar la presa de Émosson. El agua es conducida hasta la presa en galerías subterráneas donde el glaciólogo Luc Moreau analiza el avance del glaciar.
La proximidad de numerosas estaciones de deportes de invierno ha permitido incorporar la parte alta del glaciar de Argentière a los terrenos esquiables. Esquiar en el glaciar es sin embargo reservado a los más experimentados, y contando siempre con la presencia de un guía. Desde 1963 es accesible gracias al teleférico que sube desde el pueblo de Argentière hasta lo alto de la Aiguille des Grands Montets, a 3300 m de altitud.